# (881) Athene
(881) Athene – planetoida z grupy pasa głównego asteroid okrążająca Słońce w ciągu 4 lat i 83 dni w średniej odległości 2,61 au. Została odkryta 22 lipca 1917 roku w Landessternwarte Heidelberg-Königstuhl, w Heidelbergu przez Maxa Wolfa. Nazwa pochodzi od Ateny w mitologii greckiej bogini mądrości, sztuki i wojny sprawiedliwej. Przed jej nadaniem planetoida nosiła oznaczenie tymczasowe (881) 1917 CL.